# بلايشتاين
بلياشتاين (بالألمانية: Pleystein) هي بلدة ألمانية تقع في ألمانيا في Neustadt an der Waldnaab (district). يقدر عدد سكانها بـ 2,648 نسمة .